# Racionalismo

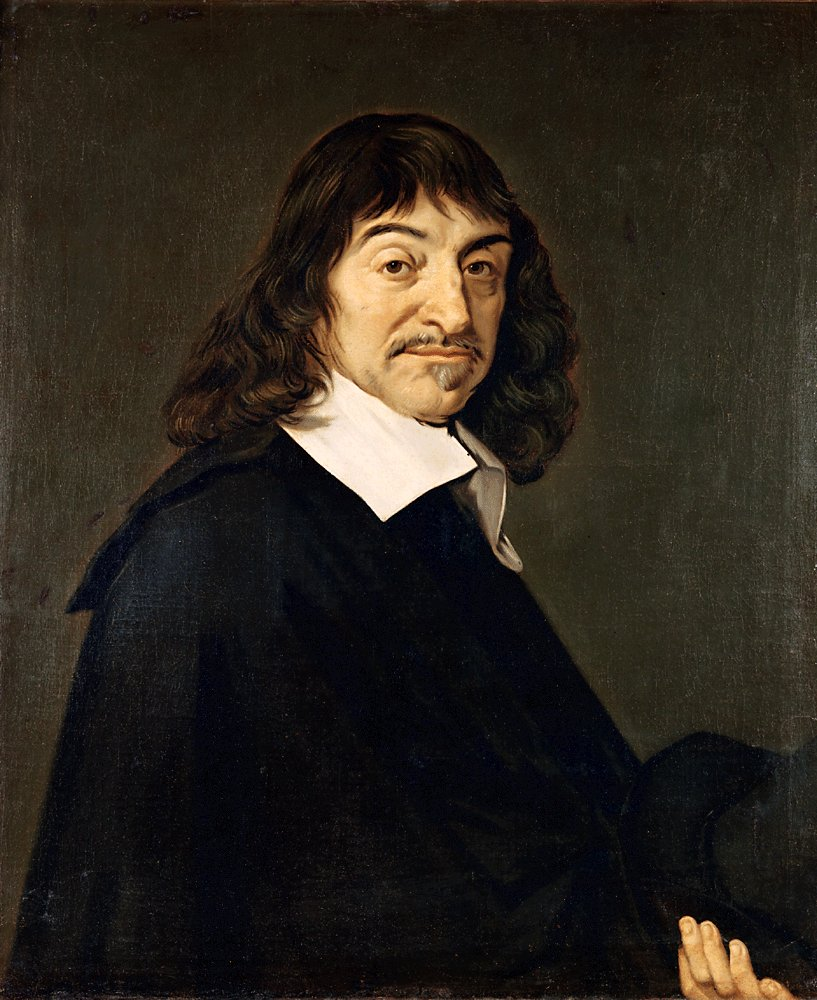
René Descartes rompió con la tradición escolástica, dando inicio a la filosofía moderna en general y al racionalismo en particular.

El racionalismo es una corriente filosófica que enfatiza el papel de la razón en la adquisición del conocimiento. Contrasta con el empirismo, que enfatiza el papel de la experiencia y la evidencia, sobre todo el sentido de la percepción.
El racionalismo se desarrolló en Europa continental durante los siglos XVII y XVIII. Tradicionalmente, se considera que comienza con René Descartes y su expresión «pienso, luego existo». Descartes decía que la geometría representaba el ideal de todas las ciencias y también de la filosofía. Descartes aseguraba que solo por medio de la razón se podían descubrir ciertas verdades universales, contrario en su totalidad a la idea que manejaba el movimiento empirista. A partir de aquellas verdades es posible deducir el resto de contenidos de la filosofía y de las ciencias. Manifestaba que estas verdades evidentes en sí eran innatas, no derivadas de la experiencia. Este tipo de racionalismo fue desarrollado por otros filósofos europeos, como el neerlandés Baruch Spinoza y el pensador y matemático alemán Gottfried Wilhelm Leibniz. Se opusieron a ella los empiristas británicos, como John Locke y David Hume, que creían que todas las ideas procedían de los sentidos.
El racionalismo sostiene que la fuente de conocimiento es la razón dada por Dios y rechaza la idea de los sentidos, ya que nos pueden engañar; defiende las ciencias exactas, en concreto las matemáticas. Descartes quería volver a la filosofía en un conocimiento científico, por lo tanto, darle un método científico, por lo que se basó en las matemáticas, que se consideraban como una ciencia segura, por ello se dio a la tarea de describir el principio de la matematización, en su libro Discurso del método, para realizar una investigación filosófica. El método consiste de cuatro reglas:
1. Evidencia: solo es verdadero todo aquello que no emite ninguna duda al pensamiento.
2. Análisis: reducir lo complejo a partes más simples para entenderlo correctamente.
3. Deducción: permitir a la operación racional deductiva el peso de la investigación, para encontrar las verdades complejas a partir de la deducción de las simples.
4. Comprobación: Comprobar si lo descubierto a partir de la razón fue conseguido a través de estas reglas antes mencionadas.

El racionalismo ha sido aplicado a otros campos de la investigación filosófica. El racionalismo en ética es la afirmación de que ciertas ideas morales primarias son innatas en la especie humana y que tales principios morales son evidentes en sí a la facultad racional. El racionalismo en la filosofía de la religión afirma que los principios fundamentales de la religión son innatos o evidentes en sí y que la revelación no es necesaria, como en el deísmo. Desde finales del siglo XIX, el racionalismo ha jugado un papel antirreligioso en la teología.
El término racionalismo tiene un significado muy amplio: en general, llamamos racionalista a toda posición filosófica que prima el uso de la razón frente a otras instancias como la fe, la autoridad, lo irracional, la experiencia empírica, etc. Es racionalista todo aquel que cree que el fundamento, el principio supremo, es la razón. Junto con ello, cabe ser racionalista en relación con un género de cuestiones y no serlo en relación con otro. El término racionalismo se usa comúnmente en la historia de la filosofía para designar una cierta forma de fundamentar el conocimiento: cabe pensar que el conocimiento descansa en la razón, valora más la razón que los sentidos, podemos llamar racionalistas a Parménides, Platón y Descartes; y podemos decir que Aristóteles, Santo Tomás y, por supuesto, Hume, tienden al empirismo, dado el valor que dieron a la experiencia sensible o percepción.
Algunos racionalistas influyentes fueron Christian Wolff, René Descartes, Baruch Spinoza y Gottfried Leibniz.

## Antecedentes
El racionalismo – como apelación a la razón humana para obtener conocimiento – tiene una historia filosófica que se remonta a la Antigüedad. La analítica naturaleza de gran parte de la investigación filosófica, la conciencia de la aparentemente a priori dominios del conocimiento como las matemáticas, combinado con el énfasis de la obtención de conocimiento a través del uso de las facultades racionales (comúnmente rechazando, por ejemplo, directa revelación) han hecho racionalista temas muy frecuente en la historia de la filosofía.
Desde la Ilustración, el racionalismo se asocia generalmente con la introducción de métodos matemáticos en la filosofía, como se ve en las obras de Descartes, Leibniz, y Spinoza. Esto se llama comúnmente racionalismo continental, porque era predominante en las escuelas continentales de Europa, mientras que en Gran Bretaña dominaba el empirismo.
Incluso entonces, la distinción entre racionalistas y empiristas se trazó en un período posterior y no habría sido reconocida por los filósofos implicados. Además, la distinción entre las dos filosofías no es tan clara como a veces se sugiere; por ejemplo, Descartes y Locke tienen puntos de vista similares sobre la naturaleza de las ideas humanas.
Los defensores de algunas variedades del racionalismo sostienen que, partiendo de principios básicos fundacionales, como los axiomas de la geometría, se podría deducir el resto de todos los conocimientos posibles. Los filósofos que defendieron más claramente este punto de vista fueron Baruch Spinoza y Gottfried Leibniz, cuyos intentos de lidiar con los problemas epistemológicos y metafísicos planteados por Descartes condujeron al desarrollo del enfoque fundamental del racionalismo. Tanto Spinoza como Leibniz afirmaban que, en principio, todo conocimiento, incluido el científico, podía obtenerse mediante el mero uso de la razón, aunque ambos observaban que esto no era posible en la práctica para los seres humanos, salvo en ámbitos concretos como las matemáticas. Por otra parte, Leibniz admitió en su libro Monadología que "todos somos meros empíricos en tres cuartas partes de nuestras acciones".

### Uso político
En política, el racionalismo, desde el Ilustración, ha enfatizado históricamente una "política de la razón" centrada en la elección racional, la deontología, el utilitarismo, el secularismo y la irreligión –  el antiteísmo de este último aspecto se suavizó posteriormente con la adopción de métodos de razonamiento pluralistas practicables con independencia de la ideología religiosa o irreligiosa. En este sentido, el filósofo John Cottingham señaló cómo el racionalismo, una metodología, llegó a confundirse socialmente con el ateísmo, una cosmovisión:

En el pasado, sobre todo en los siglos XVII y XVIII, el término 'racionalista' se utilizaba a menudo para referirse a los librepensadores de mentalidad anticlerical y antirreligiosa, y durante un tiempo la palabra adquirió una fuerza claramente peyorativa (así, en 1670 Sanderson hablaba despectivamente de 'un mero racionalista, es decir, en lenguaje llano, un ateo de la última edición...'). El uso de la etiqueta 'racionalista' para caracterizar una visión del mundo que no da cabida a lo sobrenatural es cada vez menos popular hoy en día; términos como 'humanista' o 'materialista' parecen haber ocupado su lugar. Pero el uso antiguo aún sobrevive.

## Uso filosófico
El racionalismo suele contraponerse al empirismo. En términos muy generales, estos puntos de vista no son mutuamente excluyentes, ya que un filósofo puede ser tanto racionalista como empirista. Llevado al extremo, el punto de vista empirista sostiene que todas las ideas nos llegan a posteriori, es decir, a través de la experiencia; ya sea a través de los sentidos externos o a través de sensaciones internas como el dolor y la gratificación. El empirista cree esencialmente que el conocimiento se basa o deriva directamente de la experiencia. El racionalista cree que llegamos al conocimiento a priori – mediante el uso de la lógica –  y, por tanto, es independiente de la experiencia sensorial. En otras palabras, como escribió una vez Galen Strawson, "puedes ver que es verdad simplemente tumbado en tu sofá. No tienes que levantarte del sofá y salir a examinar cómo son las cosas en el mundo físico. No tienes que hacer ninguna ciencia". 
Entre ambas filosofías, la cuestión en cuestión es la fuente fundamental del conocimiento humano y las técnicas adecuadas para verificar lo que creemos saber. Mientras que ambas filosofías están bajo el paraguas de la epistemología, su argumento radica en la comprensión de la garantía, que está bajo el paraguas epistémico más amplio de la teoría de la justificación. Parte de la epistemología, esta teoría intenta comprender la justificación de las proposiciones y creencias. Los epistemólogos se ocupan de varias características epistémicas de la creencia, que incluyen las ideas de justificación, garantía, racionalidad y probabilidad. De estos cuatro términos, el que más se ha utilizado y discutido a principios del siglo XXI es "justificación". En términos generales, la justificación es la razón por la que alguien (probablemente) sostiene una creencia.
Si A hace una afirmación y B la pone en duda, el siguiente paso de A será normalmente justificarla. El método exacto que se utiliza para justificar una afirmación es el límite entre el racionalismo y el empirismo (entre otros puntos de vista filosóficos). Gran parte del debate en estos campos se centra en analizar la naturaleza del conocimiento y cómo se relaciona con nociones conexas como verdad, creencia y justificación.
En su esencia, el racionalismo consiste en tres afirmaciones básicas. Para que las personas se consideren racionalistas, deben adoptar al menos una de estas tres afirmaciones: la tesis de la intuición/deducción, la tesis del conocimiento innato o la tesis del concepto innato. Además, un racionalista puede optar por adoptar la afirmación de la Indispensabilidad de la Razón y/o la afirmación de la Superioridad de la Razón, aunque se puede ser racionalista sin adoptar ninguna de las dos tesis.[cita requerida]
La tesis de la indispensabilidad de la razón: "El conocimiento que obtenemos en el área temática, S, por intuición y deducción, así como las ideas e instancias de conocimiento en S que nos son innatas, no podrían haber sido obtenidas por nosotros a través de la experiencia sensorial." En resumen, esta tesis afirma que la experiencia no puede proporcionar lo que obtenemos de la razón.
La tesis de la superioridad de la razón: El conocimiento que obtenemos en el área temática S por intuición y deducción o que tenemos innatamente es superior a cualquier conocimiento obtenido por la experiencia de los sentidos". En otras palabras, esta tesis afirma que la razón es superior a la experiencia como fuente de conocimiento.
Los racionalistas suelen adoptar posturas similares en otros aspectos de la filosofía. La mayoría de los racionalistas rechazan el escepticismo para las áreas del conocimiento que afirman que son conocibles a priori. Cuando se afirma que algunas verdades nos son innatamente conocidas, uno debe rechazar el escepticismo en relación con esas verdades. Especialmente para los racionalistas que adoptan la tesis de la Intuición/Deducción, tiende a surgir la idea del fundacionalismo epistémico. Este es el punto de vista de que conocemos algunas verdades sin basar nuestra creencia en ellas en ninguna otra y que luego usamos este conocimiento fundacional para conocer más verdades.

## Contexto histórico
A principios del siglo XVII, la mayor parte de la filosofía estaba dominada por la escolástica, escrita por teólogos y basada en los escritos de Platón, Aristóteles y de escritos de la iglesia. Descartes argumentó que muchas doctrinas metafísicas escolásticas predominantes carecían de sentido o eran falsas. En definitiva, propuso comenzar la filosofía desde cero. En su obra más importante, Meditaciones metafísicas, intenta precisamente esto, a lo largo de seis breves ensayos. Trata de deshacerse de todas sus creencias para determinar qué es lo que sabe con certeza. Encuentra que puede dudar de casi todo: la realidad de los objetos físicos, Dios, sus recuerdos, la historia, la ciencia, incluso las matemáticas, pero no puede dudar de que, de hecho, está dudando. Él sabe en qué está pensando, incluso si lo que piensa respecto a contenido es falso, sabe que algo debe existir para estar pensando en eso. A partir de esta base vuelve a construir su conocimiento. Encuentra que algunas de las ideas que tiene no podrían haberse originado solo en él, sino solo en Dios; así, trata de probar que Dios existe. Luego, trata de probar que Dios no le permitiría ser engañado sistemáticamente sobre todo; en esencia, reivindica los métodos ordinarios de la ciencia y el razonamiento, como falibles, pero no falsos.
El racionalismo es una corriente filosófica europea que posteriormente fue subdividida por los historiadores, en dos bloques antagónicos: racionalismo y empirismo. Comprende todo el siglo XVII y es un largo e intenso epílogo metafísico a los grandes progresos de la ciencia del Renacimiento. En él, la filosofía adopta el paradigma matemático de la geometría y el paradigma experimental de la física, oponiéndose tanto al escepticismo pirrónico como al formalismo escolástico. Sus características principales son:
- Confianza en el poder de la razón.
- Postulación de las ideas innatas.
- Utilización del método lógico-matemático para explicar los razonamientos del empírico y confirmarlos cuando ello es posible.[14]
- Es una verdad total.
- Tratan las nociones abstractas como un deber, una ley y justicia.
- Los racionalistas creen en el principio de [Idealismo] el cual hace referencia a todo lo que existe en la mente de dios y la creación del mundo a partir de ideas y números.

## Racionalismo vs. empirismo
El racionalismo y el empirismo son totalmente opuestos, a continuación hay una tabla con algunas diferencias entre estos dos:
| Criterio               | Racionalismo                                   | Empirismo                                                               |
| ---------------------- | ---------------------------------------------- | ----------------------------------------------------------------------- |
| Inferencia lógica      | Deducción                                      | Inducción                                                               |
| Representantes         | Descartes, Spinoza                             | Hume, Locke                                                             |
| Fundamentos            | Matemáticas                                    | Ciencias                                                                |
| Postverdad             | Desconfianza de la información de los sentidos | Confianza en la información de los sentidos                             |
| Estilo                 | Teórico                                        | Práctico                                                                |
| Ética                  | Deontología                                    | Utilitarismo                                                            |
| Exceso                 | Se vuelve un idealismo                         | Se vuelve materialista                                                  |
| Juicios                | Analíticos                                     | Sintéticos                                                              |
| Método de conocimiento | Demostrativo                                   | Experimental                                                            |
| Existencia de Dios     | Se puede conocer a Dios por medio de la razón  | Dios no existe ya que no se puede demostrar por medio de la experiencia |
| Metafísica             | Sí es una ciencia                              | No es una ciencia                                                       |
| Tipo de investigación  | Cuantitativa                                   | Cualitativa                                                             |

## Racionalistas notables
- René Descartes: Fundador del racionalismo (que continuaron Antoine Arnauld, Malebranche, Spinoza y Leibniz)
- Blaise Pascal: Fundador del existencialismo moderno (que continuarán Jacobi y Kierkegaard)
- Spinoza: Fundador del panteísmo moderno (que continuarán d'Holbach, Schelling y Hegel)
- Malebranche: Fundador del monismo espiritualista (que continuarán Berkeley y Bergson)
- Pierre Bayle: Fundador del deísmo (que continuarán Voltaire, Rousseau y Kant)
- Leibniz: Precursor del idealismo alemán y fundador remoto de la filosofía analítica (que continuarán respectivamente Kant, Fichte, Schelling y Hegel, por un lado; y Frege, Russell y Wittgenstein por otro)